# Beklometazon
Beklometazon – organiczny związek chemiczny, syntetyczny glikokortykosteroid mający działanie przeciwzapalne i przeciwalergiczne, stosowany głównie w terapii astmy oskrzelowej i alergicznych nieżytów nosa. W Polsce występuje pod nazwami handlowymi: Beclonasal Aqua, Becodisk, Cortare oraz w połączeniu z formoterolem jako Fostex.

## Mechanizm działania
- Wpływa objawowo na rozwój zapalenia nie działając na przyczynę.
- Zmniejsza gromadzenie leukocytów i ich adhezję do śródbłonka, hamuje proces fagocytozy i rozpad lizosomów. Zmniejsza liczbę limfocytów, eozynofili, monocytów. Blokuje wydzielanie histaminy i leukotrienów zależne od IgE.
- Hamuje syntezę i uwalnianie cytokin: interferonu gamma, interleukin IL-1, IL-2, IL-3, IL-6, TNF-α, INF-γ.
- Hamuje aktywność fosfolipazy A2 – nie dopuszcza do uwalniania kwasu arachidonowego, a w konsekwencji do syntezy mediatorów zapalenia.
- Hamuje przepuszczalność naczyń kapilarnych, zmniejsza obrzęk.
- Hamuje wydzielanie ACTH przez przysadkę – nagłe odstawienie leku po przewlekłym stosowaniu może prowadzić do niewydolności kory nadnerczy. Zwiększa stężenie glukozy, mocznika i azotu we krwi. Stymuluje lipolizę i rozpad białek.

## Wskazania
Beklometazon jest stosowany w terapii astmy oskrzelowej, a także alergicznych nieżytach nosa.

## Przeciwwskazania
Lek jest przeciwwskazany w przypadku uczulenia na środek aktywny lub podłoże, bezgłosu, gruźlicy, grzybicy płuc.

## Efekty uboczne
W wyniku stosowania beklometazonu może wystąpić suchość w nosie i jamie ustnej, chrypka, grzybica jamy ustnej lub krtani.